# ايست فارنهام (كيبك)
ايست فارنهام (بالإنجليزية: East Farnham, Quebec) هي بلدية محلية في كيبيك تقع في كندا في Brome-Missisquoi Regional County Municipality. يقدر عدد سكانها بـ 553 نسمة ومساحتها 5.00 كم2 .